# Tercia (keresztnév)
A Tercia a latin Tertius férfinév női párja, jelentése harmadik (lánygyerek).

## Rokon nevek
- Tertullia:[1] a latin Tertius férfinév kicsinyítőképzős Tertullus alakjának női párja.[3]

## Gyakorisága
Az 1990-es években a Tercia és a Tertullia szórványos név, a 2000-es években nem szerepelnek a 100 leggyakoribb női név között.

## Névnapok
Tercia
- április 16.[2]
- április 30.[2]

Tertullia
- április 29.[3]
- április 30.[3]